# CAP (торговая марка)
CAP Märkte (с нем. «магазины CAP») — немецкая торговая марка, социальная франшиза и сеть супермаркетов в формате «у дома», в которых работают в основном инвалиды.
Каждый магазин CAP обычно находится в ведении местной ассоциации инвалидов, но бренд принадлежит общему благотворительному кооперативу мастерских инвалидов (англ. co-operative of sheltered workshops) GDW Süd — Genossenschaft der Werkstatten für behinderte Menschen Süd eG, расположенному в Баден-Вюртемберге (Бавария).
Магазины CAP обычно открываются в заброшенных или пустующих торговых помещениях, стремясь предоставить достойные условия труда для инвалидов, особенно малоподвижных, и обеспечить приветливое обслуживание.
Первый магазин будущей сети CAP открылся в Зиндельфингене возле Штутгарта в 1999 году.
Название сети образовалось от слова handiCAPed — гандикап, которое в медицине и психологии означает сочетание физических, умственных, психологических и/или социальных качеств или процессов, которое затрудняет приспособление человека, не позволяя ему достичь оптимального уровня развития и функционирования.
Используя принцип социального франчайзинга сеть неуклонно росла, достигнув к 2011 году 90 магазинов по всей Германии, которые предоставляли более 1 200 рабочих мест, включая более 650 — инвалидам.
Договор франшизы предоставляет классическую поддержку для новых магазинов:
- Консультационное обслуживание (составление бизнес-плана, договора аренды, планирование инвестиций, оптимальных ставок, непосредственную поддержку в течение первых двух недель, бизнес-консалтинг, поддержка рекрутинга и подбор квалифицированных специалистов).
- Постоянную маркетинговую и рекламную поддержку.
- Развитие корпоративного дизайна.
- Поддержку клиентов магазинов.
- Обмен опытом.
- Следование принципу: общие покупатели — большие выгоды.

Каждый магазин сети платит за франшизу 0,6 % от оборота.
Магазины CAP стремятся не только предоставлять работу инвалидам, но и решать другие социальные задачи, например, предоставлять доступ к основным продуктам питания в нескольких минутах ходьбы от дома людям, которые по состоянию здоровья вынуждены вести малоподвижный образ жизнь.
В плане решения этой стратегии магазины предоставляют доставку продуктов на дом и почтовые услуги.
Развивая сеть «магазинов у дома» CAP пытается снизить необходимость использования автомобилей, декларируя стремления решить экологические задачи.
В магазинах CAP декларируется забота об оживлении местных экономик, путём создания локального денежного оборота.
Магазины CAP пытаются добиться синергетического эффекта, связывая различные составляющие социальной экономики — бренд принадлежит кооперативу инвалидов, магазины управляются местными ассоциациями нетрудоспособных, товары поступают от организаций людей с ограниченными возможностями, рабочие места в них предоставляются инвалидам, покупателями являются, в том числе, местные малоподвижные жители, включая пожилых людей.
Эксперты отмечают возможность для роста сети, востребованной как обществом, так и со стороны местных властей.
Германские и европейские власти, а также эксперты в научных кругах, оказывают широкую информационную и лоббистскую поддержку бизнес-модели CAP, представляя её в числе лучших образцов социального бизнеса и успешных примеров для масштабирования.